# جحيم في زنزانة (2011)
جحيم في زنزانة 2011 أو (Hell in a Cell (2011 هي بطولة للمصارعة الحرة من بطولات مؤسسة المصارعة العالمية الترفيهية (دبليو دبليو ايه) جرت في الثاني من أكتوبر من عام 2011.
و هي من ضمن سلسلة بطولات تحمل نفس الاسم تجري بصورة سنوية وتتضمن مباريات داخل قفص حديدي، تسمى هذه المبارايات بالجحيم في زنزانة.
الغريب في هذه البطولة ان المباريات التي تم اعلانها قبل البطولة لم يتجاوز المبارايات الخمسة بينما اضيفت بقية المبارايات أثناء إجراء البطولة بصورة مفاجأة.

## المباريات التي تم اعلانها قبل إجراء البطولة
| جون سينا (ب) ضد سي إم بانك ضد ألبيرتو ديل ريو          | [[مبارة جحيم في القفص ثلاثية على بطولة WWE       |
| مارك هينري (ب) ضد راندي أورتن                          | مباراة الجحيم في القفص على حزام الوزن الثقيل     |
| كريستيان ضد شيمس                                       | Singles match                                    |
| كيلي كيلي (c) vs بيث فينيكس                            | Singles match for the بطولة دبليو دبليو إي ديفاز |
| سين كارا vs. هونيكو                                    | Singles match                                    |
| (c) – refers to the champion(s) heading into the match |                                                  |

## النتائج
- المباراة الأولى فاز المصارع شيموس على المصارع كريستيان بالتثبيت
- المباراة الثانية فوز سين كارا الأزرق والذهبي على المصارع سين كارا الفضي والأسود بالتثبيت
- المباراة الثالثة فوز فريق اير بوم على فريق جاك سوايغر ودولف زيغلر بالتثبيت
- المباراة الرابعة من نوع الجحيم في زنزانة وعلى بطولة العالم فوز مارك هنري على راندي اورتين بالتثبيت ليحافظ على لقب البطولة
- المباراة الخامسة على حزام الانتركونتينتال كودي رودز حامل اللقب يفوز على جون ماريسون بالتثبيت
- المباراة السادسة على حزام بطولة النساء فوز بيث فينيكس على كيلي كيلي حاملة اللقب بالتثبيت
- المباراة السابعة على حزام بطولة العالم ثلاثية من نوع الجحيم في زنزانة فوز ألبرتو دل ريو على كل من جون سينا حامل اللقب وسي ام بنك.

## الاراء النقدية
يرى العديد من الناس ان بطولة 2011 اقل مستوى من سابقيها بسبب انعدام المفاجأت، فغالبية مواقع الإنترنت كانت قد توقعت هذه النتائج للمبارايات الرئيسية كما ان مباراة سين كارا قد جاءت بطيئة ومملة وليس كما هو متوقع ويرى البعض ان هذه البطولة أصبحت اشبه بحلقة طويلة من برنامج الرو

## وصلات خارجية
- الجحيم في الزنزانة على موقع IMDb (الإنجليزية)
- الجحيم في الزنزانة على موقع قاعدة بيانات الفيلم (الإنجليزية)
- الجحيم في الزنزانة على موقع كينوبويسك (الروسية)

- الموقع الرسمي لمنافسات جحيم في زنزانة